# Ellie Bamber
Eleanor Elizabeth Bamber (ur. 2 lutego 1997 w Surrey) – angielska aktorka, wystąpiła m.in. w filmach Zwierzęta nocy, Dziadek do orzechów i cztery królestwa oraz Duma i uprzedzenie, i zombie.

## Filmografia

### Filmy
| Rok  | Tytuł                                  | Rola              | Uwagi       |
| ---- | -------------------------------------- | ----------------- | ----------- |
| 2014 | Upadające                              | Schoolgirl        |             |
| 2016 | Duma i uprzedzenie, i zombie           | Lydia Bennet      |             |
| 2016 | Bring Back the Cat                     | Tittie Ellison    | krótkometr. |
| 2016 | Zwierzęta nocy                         | India Hastings    |             |
| 2018 | Dziadek do orzechów i cztery królestwa | Louise            |             |
| 2018 | High Resolution                        | Erin              |             |
| 2018 | The Seven Sorrows of Mary              | Mary              |             |
| 2019 | Extracurricular Activities             | Mary Alice Walker |             |
| 2020 | The Show                               | Becky Cornelius   |             |
| 2023 | Red, White & Royal Blue                | Princess Beatrice |             |

### Telewizja
| Rok       | Tytuł                         | Rola               | Uwagi                  |
| --------- | ----------------------------- | ------------------ | ---------------------- |
| 2012      | A Mother's Son                | Olivia             | miniserial, 2 odc.     |
| 2015      | Muszkieterowie                | Martine            | 1 odc.                 |
| 2018      | Les Misérables                | Cosette            | w gł. obsadzie, 3 odc. |
| 2019–2020 | The Trial of Christine Keeler | Mandy Rice-Davies  | w gł. obsadzie, 6 odc. |
| 2021      | The Serpent                   | Angela Knippenberg | w gł. obsadzie, 8 odc. |
| 2022      | Willow                        | Dove               | w gł. obsadzie         |